# Alfred Wiström (målare)
Eskel Alfred Wiström, född 8 mars 1833 i Kalmar län, död 1873, var en svensk målare. 
Wiström växte upp som en son till en garvare och var redan i ungdomsåren intresserad av teckning och målning. Han vistades i Karlstad 1857–1858 där han målade ett antal utsikter över staden. Han bestämde sig därefter för att studera konst och var elev vid Konstakademien i Stockholm 1859–1865. Under sin tid i Stockholm medverkade han i Stockholms konstförening utlottningsutställningar och han medverkade i Konstakademiens utställning 1866. Hans konst består av marinmotiv och landskapsskildringar. Wiström är representerad vid Kalmar läns museum, Värmlands museum och Ulriksdals slott.